# おはよう寺ちゃん
『おはよう寺ちゃん』（おはようてらちゃん）は、文化放送のラジオ番組。2013年4月1日に放送を開始した。2021年3月29日より『おはよう寺ちゃん 活動中』（おはようてらちゃん かつどうちゅう）から改題した。略称は、おは寺。

## 番組概要
パーソナリティは寺島尚正。
本番組のジングル、BGMは、開始当初は寺島が直前まで担当していた『夕やけ寺ちゃん 活動中』で使用されていたものをアレンジして使用したが、4時間放送化を期に一新されている。
スペシャルウイーク期間の月曜直前の時間帯（通常は放送休止）には、スピンオフ番組を放送している。
平日帯 朝ワイド番組『なな→きゅう』の放送枠（7:00 - 9:00）を組み込む形で、2021年3月29日より放送時間を5:00 - 9:00に拡大した。番組名を『おはよう寺ちゃん』に改題した。
2022年4月4日より、番組の放送時間が月曜日 - 金曜日 5:00 - 8:00となったが、2024年4月1日より再び放送時間を1時間拡大して、2年ぶりに月曜日 - 金曜日 5:00 - 9:00に戻った。

ただし、2021年3月から2022年3月までの4時間時代は6時以降を2部制に分け、7時30分までを前半・以降を後半としてコメンテーターも交代していたが、2024年4月からの6時以降はエンディングまでコメンテーターは交代せずに出演している。

## 放送時間
- 2013年4月1日 - 2021年3月26日：月曜 - 金曜 5:00 - 7:00（6:35 - 6:53はNRN全国6局ネット）
- 2021年3月29日 - 2022年4月1日：月曜 - 金曜 5:00 - 9:00（6:35 - 6:53はNRN全国5局ネット）
- 2022年4月4日 - 2024年3月29日：月曜 - 金曜 5:00 - 8:00（6:35 - 6:53はNRN全国5局ネット）
- 2024年4月1日 - 現在：月曜 - 金曜 5:00 - 9:00（6:35 - 6:53はNRN全国6局ネット）

## 出演者

### パーソナリティ
- 寺島尚正（フリーアナウンサー。番組開始から2018年9月までは文化放送アナウンサー）

### コメンテーター
- 月曜　
  - 上念司（経済評論家、2022年3月まで午前6時台・7時台前半、2013年4月 - ）[注 2]
- 火曜　
  - 田中秀臣（上武大学ビジネス情報学部教授・経済学者、2022年3月までは午前6時台・7時台前半、2017年6月 -）
- 水曜　
  - 森永康平（経済アナリスト、2021年3月まで金曜。2022年3月までは午前6時台・7時台前半）
- 木曜　
  - 藤井聡（京都大学大学院教授、2022年3月までは午前7時台後半・8時台）
- 金曜（週替わり）
  - 会田卓司（クレディ・アグリコル証券チーフエコノミスト、2021年3月までは金曜、2022年4月1日まで午前6時台、7時台 前半。2022年4月からは毎月 第1金曜に出演）
  - 内藤陽介（郵便学者、2021年3月までは金曜。2021年3月までは金曜、2022年3月までは月曜 午前7時台後半、8時台。2022年4月からは毎月 第2・第4金曜に出演 ）
  - 嶋津洋樹（MCPチーフストラテジスト、2021年3月までは金曜、2022年3月までは木曜午前6時台、7時台前半。2022年4月からは毎月 第3金曜日に出演）

- 5時台（不定期）
  - 村中璃子（ドイツ ハンブルク在住 医師・ジャーナリスト）
  - 谷本真由美（イギリス在住 著述家）
  - ulala（フランス在住 著述家）
  - 川口マーン惠美 (ドイツ ライプツィヒ在住 作家)
  - 徳山あすか（ロシア在住 ジャーナリスト）
  - 久山葉子 （スウェーデン在住 翻訳家）
  - 山森みか (イスラエル在住 テルアビブ大学講師）
  - 田島麻美 (イタリア在住 翻訳家)
  - 宇田薫（スイス在住 ジャーナリスト）
  - ヴィズマーラ恵子（イタリア在住 日本茶舗経営）
  - 西原なつき（アルゼンチン在住　ミュージシャン）
  - Mona （アラブ首長国連邦 ドバイ在住 商社勤務）
  - 松尾彩香（スペイン在住 コーヒー生産者）
  - ジャクソン（タンザニア在住 パン屋経営者）
  - 吉原千晶（エクアドル在住 ブランド会社経営者）
  - 島田愛加（ブラジル在住 南米文化ライター）
  - 唐渡千紗（ルワンダ在住 Asian Kitchen経営者）
  - ドゥサベ友香（ブルンジ在住 日本企業向けコンサル）

　ほか
- 代演者・金曜第五週・過去の出演者（不定期出演者で2021年以降、出演していない者を含む）
  - 安達誠司（丸三証券経済調査部長、エコノミスト）
  - 伊藤俊幸（金沢工業大学虎ノ門大学院教授）
  - 井上智洋（駒澤大学経済学部准教授。経済学者）
  - 掛谷英紀（筑波大学システム情報系准教授、情報工学者。2021年3月までは金曜。2022年3月までは午前7時台後半、8時台（隔週出演））
  - 片岡剛士（エコノミスト。 2015年3月31日 - 2017年4月18日は火曜担当、2022年9月30日、2023年6月30日、2023年9月29日）
  - 篠田英朗（国際政治学者、火曜午前7時台後半、8時台 代演）
  - 柴山桂太（京都大学准教授。火曜午前7時台後半、8時台 代演、2021年3月まで金曜）
  - 篠原常一郎（ジャーナリスト、2019年10月2日 - 2021年3月24日までは水曜）
  - 施光恒（九州大学准教授、2021年3月まで金曜、2022年3月まで午前7時台後半、8時台（隔週出演）、2023年10月5日）
  - 中島岳志（東京工業大学教授）
  - 坂東忠信（元 警視庁刑事）
  - 本田悦朗（経済学者。火曜 午前7時台後半・8時台 代演）
  - 松本賢（クレディ・アグリコル証券マクロストラテジスト 2025年4月4日）
  - 武者陵司（ストラテジスト。木曜午前6時台・7時台前半 代演、2021年3月までは金曜）
  - 村上尚己（エコノミスト。木曜午前6時台、7時台前半 代演）
  - 山岡鉄秀（情報戦略アナリスト、2021年3月までは水曜 代演）
  - 井筒和幸（映画監督。 2013年4月5日 - 2015年3月27日は金曜担当）
  - 岩本沙弓（経済評論家、大阪経済大学客員教授。2021年3月までは金曜。）
  - 宇都宮健児（弁護士。 2013年4月2日 - 12月24日は火曜担当、2014年2月18日）
  - 神浦元彰（軍事ジャーナリスト。不定期。故人）
  - 佐藤健志（評論家。2018年1月10日 - 2019年9月25日は水曜担当）
  - 適菜収（哲学者。金曜日に出演）
  - 東谷暁（ジャーナリスト。金曜日に出演）
  - 孫崎享（外交官、評論家。 2013年4月4日 - 2017年9月28日は木曜担当）
  - 三橋貴明（中小企業診断士、評論家。 2013年4月3日 - 2018年1月3日は水曜担当）
  - 山形浩生（評論家、翻訳家。2021年3月までは金曜。2021年3月30日 - 2022年3月29日は火曜の午前7時台後半と8時台担当）
  - 渡邉哲也（経済評論家。金曜日、水曜日に出演）
  - テル（お笑い芸人。月曜祝祭日。2018年4月以降は出演していない）
  - 古賀シュウ（お笑い芸人。月曜 祝祭日。2018年10月8日以降は出演していない）

※月曜 祝祭日は2018年10月まで通常のレギュラーコメンテーターに代わり、お笑い芸人が出演していた。ニュースのコメントはテル（主に菅直人や石破茂の物まね）と古賀（鈴木宗男や瀬戸内寂聴、加藤一二三などの物まね）が務めた。ネットワーク枠は内木場重人（雑誌「フォーサイト」編集長）が事前収録で担当した。

## タイムテーブル
- 5:00 オープニング
- 5:05 ニュース、天気予報、交通情報（この時間に限り、交通情報も寺島が読み上げる）
- 5:10 ニュース ピックアップ 1
  - 朝刊トップ5　朝刊各紙から主要記事を5つ取り上げる。
  - （月 - 水）ゲスト コーナー　海外在住の有識者とリモートで繋ぐインタビューコーナー
  - （木）コトブキ シネマ　コトブキツカサによる話題の映画紹介。
  - （金）ゲスト コーナー　三上丈晴（月刊「ムー」編集長）ほか
- 5:30 ニュース
- 5:35 ニュース ピックアップ 2
  - （月 - 水）ゲスト コーナー　海外在住の有識者とリモートで繋ぐインタビューコーナー
  - （木）雑誌 「週刊新潮」（新潮社の佐藤大介・塩見洋が交互に出演）、村井弦（雑誌「週刊文春電子版」デスク）による両誌の最新情報を紹介
  - （金）ゲスト コーナー　前半：木下博勝（医学博士、鎌倉女子大学教授。毎週出演）、後半：佐藤正久（参議院議員）ほか
- 5:56 FAX、メール、Twitter紹介
  - シネマ寺ちゃん（不定期）　映画紹介。映画鑑賞券のプレゼントあり。
- 6:00 6時台 オープニング
- 6:05 ニュース
- 6:10 ニュース ピックアップ 3（前半）
  - コメンテーターによるニュース解説
- 6:20 ジャパネットたかた ラジオショッピング　同社社員（ラジオMC）と寺島の掛け合い形式による商品紹介。
- 6:25 エルフ モーニングダッシュ（いすゞ自動車、及び関東地区いすゞ自動車エルフ販売店グループ各社協賛）
  - 6:25 天気予報
  - 6:28 交通情報（この時間以降は、警視庁交通管制センターから伝える）
  - 6:29 ニュース ピックアップ 3（後半）
  - 6:36 FAX、メール、気象情報
  - 6:36.30 ニュース、スポーツ ニュース（ここから6:53まではNRN全国6局ネット「おはよう寺ちゃん ニュース最前線」）
  - 6:40 ニュース最前線（「活動中」時代はタイトル無し。2021年4月より、ネットワーク向けタイトルとして使用）
- 6:55 コメンテーターとのフリートーク
- 7:00 7時台 オープニング
- 7:05 ニュース
- 7:07 交通情報（警視庁）
- 7:10 ニュース ピックアップ 4
  - コメンテーターによるニュース解説
- 7:35 武田鉄矢・今朝の三枚おろし
- 7:45 天気予報、交通情報（警視庁）
- 7:50 コメンテーターとのフリートーク
- 7:50 いすゞのトラック活動中（不定期）いすゞ自動車協賛。エルフユーザーへの電話インタビュー。月一回放送。
- 7:57 寺ちゃんのビジネス探訪記（不定期で放送する協賛企業の広報番組。2022年3月までは6:57 - 6:59）
- 8:00 8時台 オープニング
- 8:10 ニュース
- 8:13 交通情報（警視庁）
- 8:15 ニュースピックアップ 5
  - コメンテーターによるニュース解説
- 8:20 ワールドニュースピックアップ
  - コメンテーターによる国際ニュース解説
- 8:25 マーケット指標チェック
  - 株価と最新為替情報
- 8:34 天気予報・交通情報（日本道路交通情報センター・警視庁）
- 8:40 ジャパネットたかた ラジオショッピング
- 8:48 トレンドピックアップ
  - 世間で注目されているトレンド・流行・ビジネスなどを取り上げる。
- 8:55 エンディング

### スピンオフ番組
- 『幸せラジオ』（スペシャルウィーク開始前日の日曜28:00 - 29:00。パーソナリティ：水野真里子。番組開始当初は福田萌、マシンガンズが出演した。2018年以降は放送していない）
- 『古賀シュウ 3時半の三枚おろし』（2017年4月 - 2021年2月。当初は『4時の三枚おろし』だった。スペシャルウィーク開始前日の日曜27:30 - 29:00。パーソナリティ：古賀シュウ、水谷加奈）
- 『おはよう寺ちゃん presents 異次元電波クラブ』（2022年4月 - 。スペシャルウィーク開始前日の日曜28:00 - 29:00。パーソナリティ：三上丈晴、西堀亮（マシンガンズ）、小出真保、水谷加奈

### 過去のコーナー
- 朝刊、届きました!　各紙朝刊の主要記事を取り上げる。基本的に一般紙の後、スポーツ新聞話題を取り上げ、最後は、「六甲おろし」の曲をバックにデイリースポーツの阪神情報を取り上げる(続いて「燃えよドラゴンズ!」の曲をバックに東京中日スポーツの一面を取り上げることもあった)[注 3]。
- 朝刊プラスワン　気になるニュースを一つ取り上げる。（水曜日または木曜日は「週刊新潮」編集部デスク（鈴木雅哉・塩見洋が交互に出演）と電話で繋ぎ、「週刊新潮」最新号の注目記事を取り上げる場合があった。）
- おめざめソング（不定期）
- 文化放送 GREEN WORKS エコライフ情報（2013年4月1日 - 2018年3月30日）[注 4]
- 文化放送 エシカル・リポート（2019年4月2日 - 2020年3月27日）
- SDGs Voice（2020年4月3日 - 2022年4月1日）
- ゲスト コーナー（不定期）武藤隆繁（JA全農あきた園芸畜産部長）による替歌ほか
- ラジオライブラリー「新・人間革命」（2013年4月1日 - 2015年3月27日〈第1期〉[注 4]、2019年4月1日 - 2021年3月26日〈第2期〉）
- おはよう大発見!
  - 月曜 木下博勝（医学博士、鎌倉女子大学教授）
  - 火曜 コトブキツカサのコトブキ シネマ　コトブキによる話題の映画紹介。
  - 水曜 内木場重人（雑誌「フォーサイト」編集長）または週刊新潮編集部デスク（鈴木雅哉・塩見洋が交互に出演）、 高田明和（浜松医科大学名誉教授）による健康情報ほか
  - 木曜 新谷学（雑誌「週刊文春」発行人）ほか
  - 金曜 ゲスト トーク、または三上丈晴（月刊「ムー」編集長）、佐藤正久（参議院議員）ほか

※水曜 - 金曜日は出演者の入れ替え等あり
- おはようコロンブス（2015年3月30日 - 2019年3月29日）
  - 月曜 週替わり（高田明和（浜松医科大学名誉教授）による健康情報、武藤隆繁（JA全農あきた園芸畜産部長）による替歌など。）
  - 火曜 コトブキ シネマ　コトブキツカサによる話題の映画紹介。
  - 水曜 犬飼孝司（雑誌 「週刊SPA!」編集長）※
  - 木曜 雑誌 「週刊新潮」編集部デスク（鈴木雅哉・塩見洋が交互に出演）と電話で繋ぎ、「週刊新潮」最新号の注目記事を取り上げる。※
  - 金曜 宇賀康之（雑誌「Sports Graphic Number」編集長）

※「おはよう大発見」と「おはようコロンブス」の水 - 金曜日は内容によって入替があった。
- なぞかけソング[6]。（歌・作曲:テル　作詞・解答:ねづっち ）（5:55 - 5:57。2013年4月1日 - 2015年3月27日）
- おはよう寺ちゃん体操（歌:AMEMIYA　合いの手:福田萌、水野真里子、森崎友紀）（6時のニュースの後。2013年4月1日 - 12月31日）
- 「プラスマイナス ゼロ」の歌（作詞・作曲・歌:テル　合いの手:小出真保）（エンディング直前。2013年4月1日 - 2015年3月27日）
- 夏休み、スペシャル ウイークのみのコーナー　[注 5]
  - おはよう戦隊 寺レンジャー （アカ寺レンジャー：古賀シュウ（ニセ ハマコー）、森崎友紀、ミド寺レンジャー：古賀シュウ（鈴木ニセ男）、アオ寺レンジャー：テル（ニセ石破茂）、キ寺レンジャー：テル（ニセ菅直人）、モモ寺レンジャー：古賀シュウ、壇蜜、門倉貴史）
- 井筒和幸の『こちとらラジオじゃ』　映画監督の井筒が楊原京子と映画作品を語る（事前収録。寺島は出演しない。2015年4月3日 - 2017年3月31日）
- ライオンズナイター インフォメーション（2021年シーズンの火 - 金）5:25より5分間、鈴木純子の出題する問題(事前収録)に寺島が回答するクイズと当日の放送予定を告知。ライオンズナイターのスポンサーが協賛していた。
- ニュース　ピックアップ　5　（2021年3月29日 - 2022年4月1日）　4時間ワイド化により開始。後半コメンテーターによるニュース解説。時間短縮に伴い、終了していた。
- ジャパネットたかた ラジオショッピング　『なな→きゅう』より継続。『おとなりさん』に枠移動していた。
- ビジネス最前線 （2021年3月29日 - 2022年4月1日）　後半コメンテーターにまつわる情報

## ネット局
秋田放送、北日本放送、山陰放送、山口放送、高知放送（2024年10月現在）
この枠はQRでの「エルフ・モーニングダッシュ」のゾーンに当たるが、ネット各局はノンスポンサー、PT扱いである。
2021年3月29日より、動画共有サイトのYouTubeで配信を行っているため、番組が放送されていない地域でも当番組を聴取できるようになった。

2022年4月から2024年3月までは、YouTubeの生配信で番組終了後も「アフター寺ちゃん（残業中）」と題して、寺島と曜日別コメンテーターが引き続き出演してコメンテーターによるコラムを配信していた。2024年4月以降は番組4時間化に伴い不定期に実施される。

## 問題となった放送
2025年5月27日放送回で、ウェブメディア「おたくま経済新聞」の一部記事を無断使用し、放送内で読み上げるといった著作権侵害の行為があったとして、同年6月9日に同局公式サイト等で謝罪した。
この件について、同社社長の斎藤清人は同年6月17日の定例社長会見で「他社様が取り扱っているニュースや情報に関しては出展元を明らかにするという当たり前の作業があるが、どこまでが引用と言えるのかといった範囲に関しても、リスナーに誤解を与えたり、不信に思わせるようなことがあってはならないと強く思っている」とし、本番組に限らず「事案の報告を受け、注意を徹底するよう現場に指示を出している」と述べた。